# 新路湾镇
新路湾镇，是中华人民共和国浙江省丽水市遂昌县下辖的一个乡镇级行政单位。

## 行政区划
新路湾镇下辖以下地区：
远路口村、三井村、大马埠村、小马埠村、胡家村、新路湾村、官溪村、新双溪村、新溪村、社杨村、蕉川村和夹路畈村。